# 博内伊
博内伊（法語：Bonneil，法語發音：[bɔnɛj]）是法国上法蘭西大區埃纳省的一个市镇，属于蒂耶里堡区。

## 地理
博内伊（49°0'27"N, 3°20'55"E）面积2.11 平方千米，位于法国上法蘭西大區埃纳省，该省份为法国北部内陆省份，北起北部省，西接索姆省和瓦兹省，东临阿登省和马恩省，西南至塞纳-马恩省，东北部与比利时接壤。
与博内伊接壤的市镇（或旧市镇、城区）包括：马恩河畔阿济、马恩河畔埃索姆、马恩河畔罗姆尼。

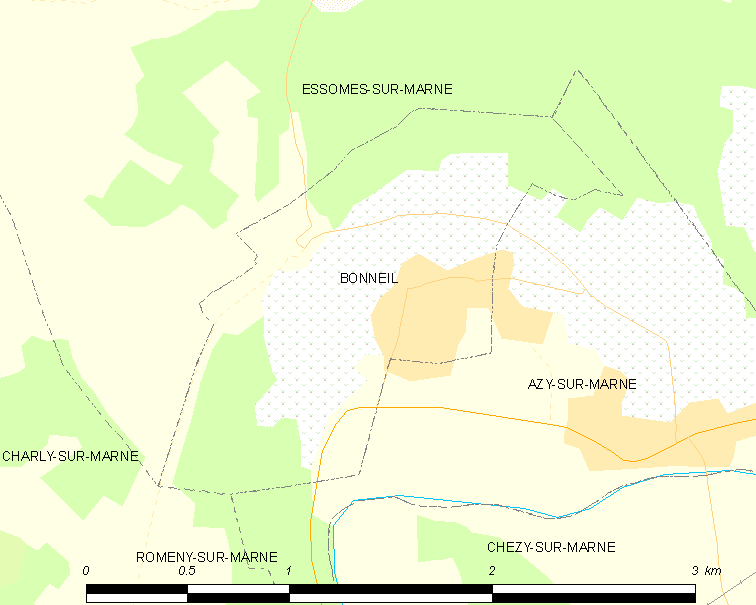
博内伊的OSM定位图

博内伊的时区为UTC+01:00、UTC+02:00（夏令时）。

## 行政
博内伊的邮政编码为02400，INSEE市镇编码为02098。

## 政治
博内伊所属的省级选区为马恩河畔埃索姆县。

## 人口

1962-2008年间博内伊人口变化图示

博内伊于2022年1月1日时的人口数量为376人。